# Brevet d'initiation aux arts du cirque
Le brevet d’initiation aux arts du cirque (BIAC) est un diplôme français permettant d'enseigner le cirque.

## Source
- (fr) Réglement fédéral du BIAC